# Mariä Himmelfahrt (Niederschönenfeld)

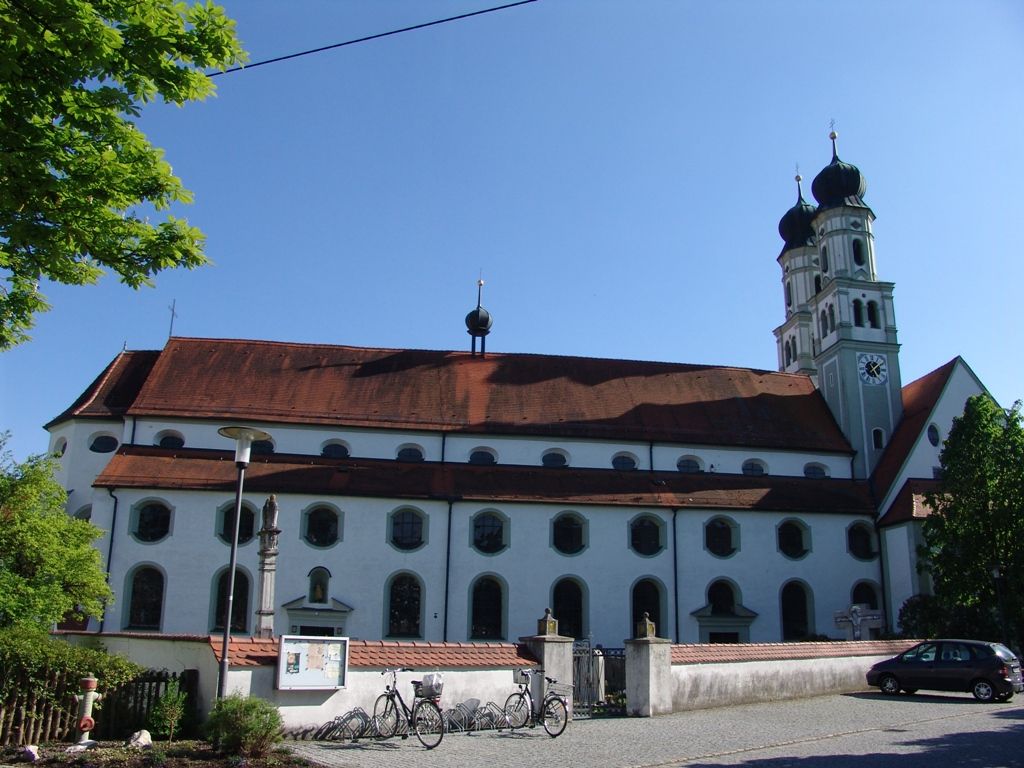
Pfarrkirche Mariä Himmelfahrt

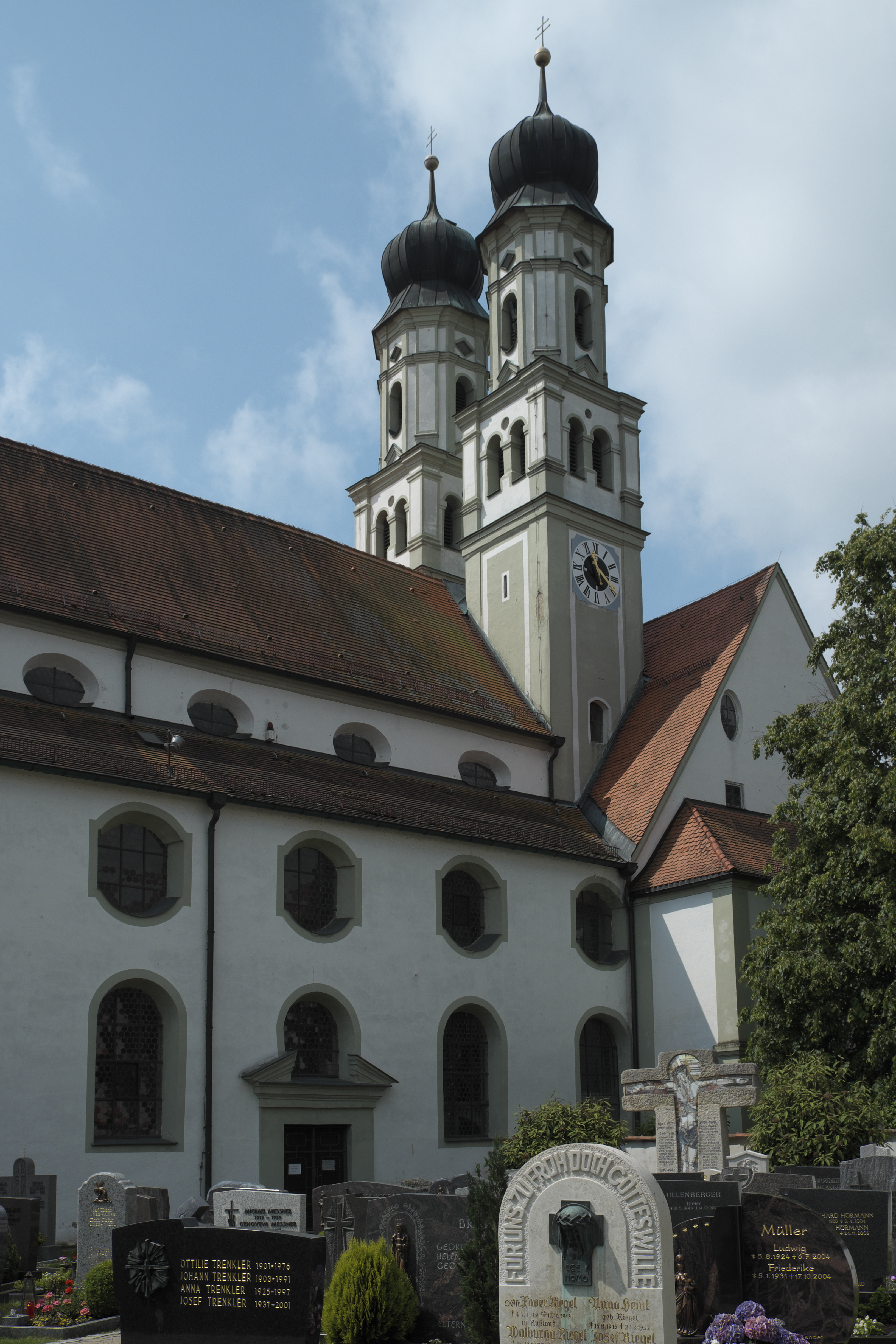
Glockentürme

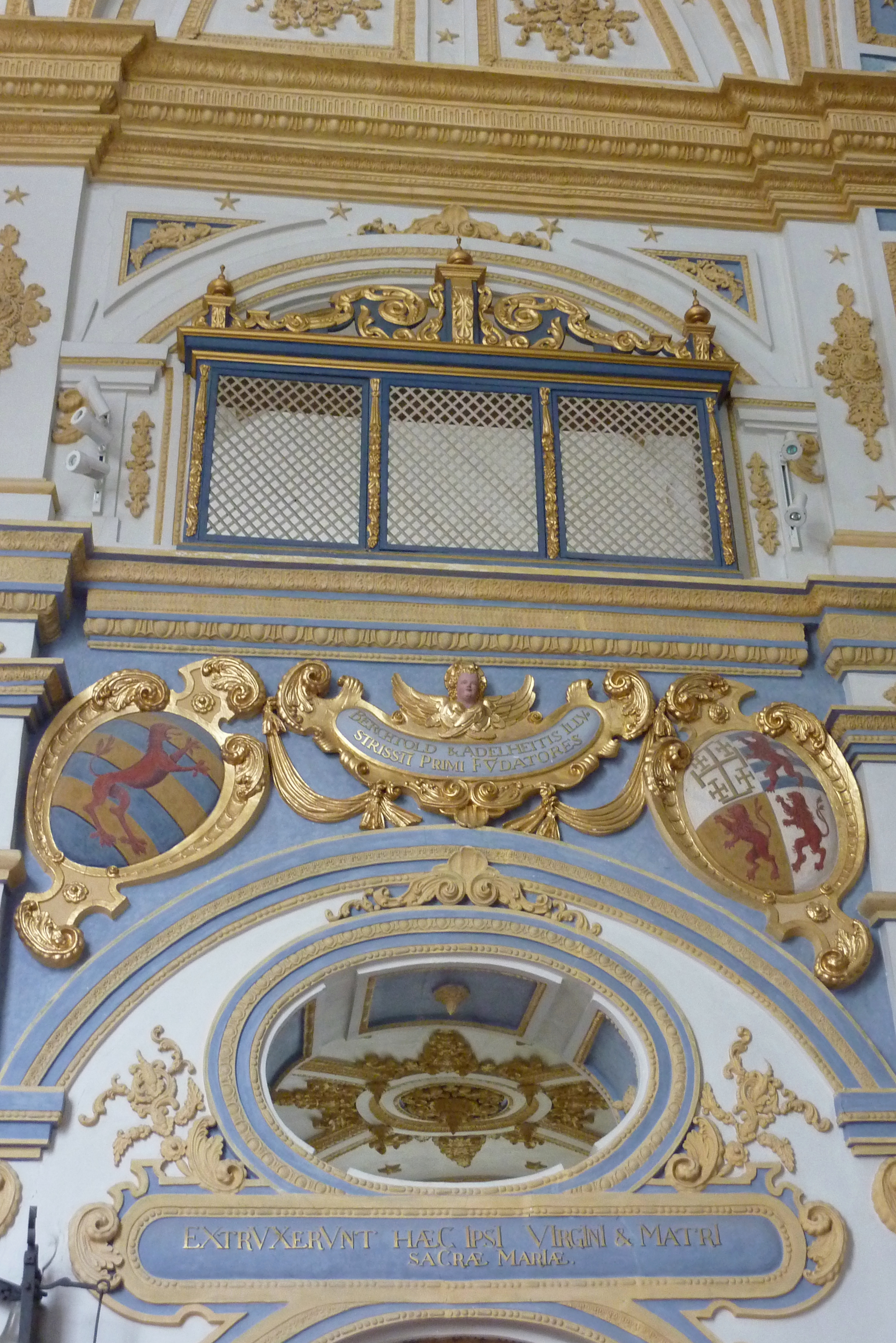
Stifterwappen im Chor

Die römisch-katholische Pfarrkirche Mariä Himmelfahrt des ehemaligen Zisterzienserinnenklosters in Niederschönenfeld, einer Gemeinde im Landkreis Donau-Ries im bayerischen Regierungsbezirk Schwaben, wurde in der zweiten Hälfte des 17. Jahrhunderts als Kirche eines Zisterzienserinnenklosters errichtet. Die barocke Ausstattung der Kirche ist weitgehend erhalten. Eine Besonderheit stellen die beiden Stuckmarmoraltäre dar, die Dominikus Zimmermann zugeschrieben werden, und der außergewöhnliche, in Blau, Gelb und Weiß gehaltene Stuckdekor von Konstantin Pader, dem Baumeister der Kirche. Die ehemalige Klosterkirche gehört zu den geschützten Baudenkmälern in Bayern.

## Geschichte
Das 1241 von Graf Berchthold III. von Graisbach gegründete Kloster Niederschönenfeld, das seit 1254 dem Zisterzienserorden angehörte, besaß eine romanische Pfeilerbasilika, deren ursprüngliche Dreiapsidenanlage in der Mitte des 15. Jahrhunderts durch einen gotischen Chor ersetzt wurde. Nach den Zerstörungen während des Dreißigjährigen Krieges wurde die Kirche von 1659 bis 1662 nach Plänen von Konstantin Pader wiederaufgebaut. Bauleiter war der Maurermeister Wolf Reiter aus Schliersee. Das Mauerwerk des Vorgängerbaus blieb dabei zum großen Teil erhalten. Die Kirche wurde am 12. oder 13. September 1662, also noch im Jahr der Fertigstellung, durch Weihbischof Caspar Zeiler „unter dem Zudrang einer ungeheuren Menschenmenge“ geweiht. Bereits 1677 traten schwere Bauschäden, verursacht wohl durch den sumpfigen Untergrund, auf, die für 1000 Gulden behoben wurden. Pader gab dem Bauleiter Reiter die Schuld. Um 1680 bekam die Kirche eine neue barocke Ausstattung und eine neue farbliche Gestaltung, die bei der Innenrestaurierung in den Jahren 1958 bis 1963 wiederhergestellt wurde. Von 1986 bis 1992 fand eine grundlegende Sanierung der Kirche statt. Der Außenanstrich in Weiß- und Grüntönen wurde der barocken Farbfassung nachempfunden.

## Architektur

### Außenbau
Die in ihrem Äußeren schlichte Kirche bildet den Nordflügel der ehemaligen Klosterbauten. Die Wände der Seitenschiffe sind durch zwei Reihen übereinander angeordneter Fenster durchbrochen, im niedrigen Obergaden öffnen sich querovale Okuli. Im Westen des Langhauses erheben sich zwei hohe, mit Eckpilastern verstärkte Türme, deren Untergeschosse von dem sich anschließenden Klosterflügel umbaut sind. Die quadratischen Unterbauten der Türme sind in ihrem obersten Geschoss auf allen Seiten von Zwillingsarkaden durchbrochen. Die mit Zwiebelhauben gedeckten oktogonalen Aufbauten besitzen oben und unten abgerundete Klangarkaden, über denen ein profiliertes Gesims verläuft. Der Eingang befindet sich am südlichen Seitenschiff.

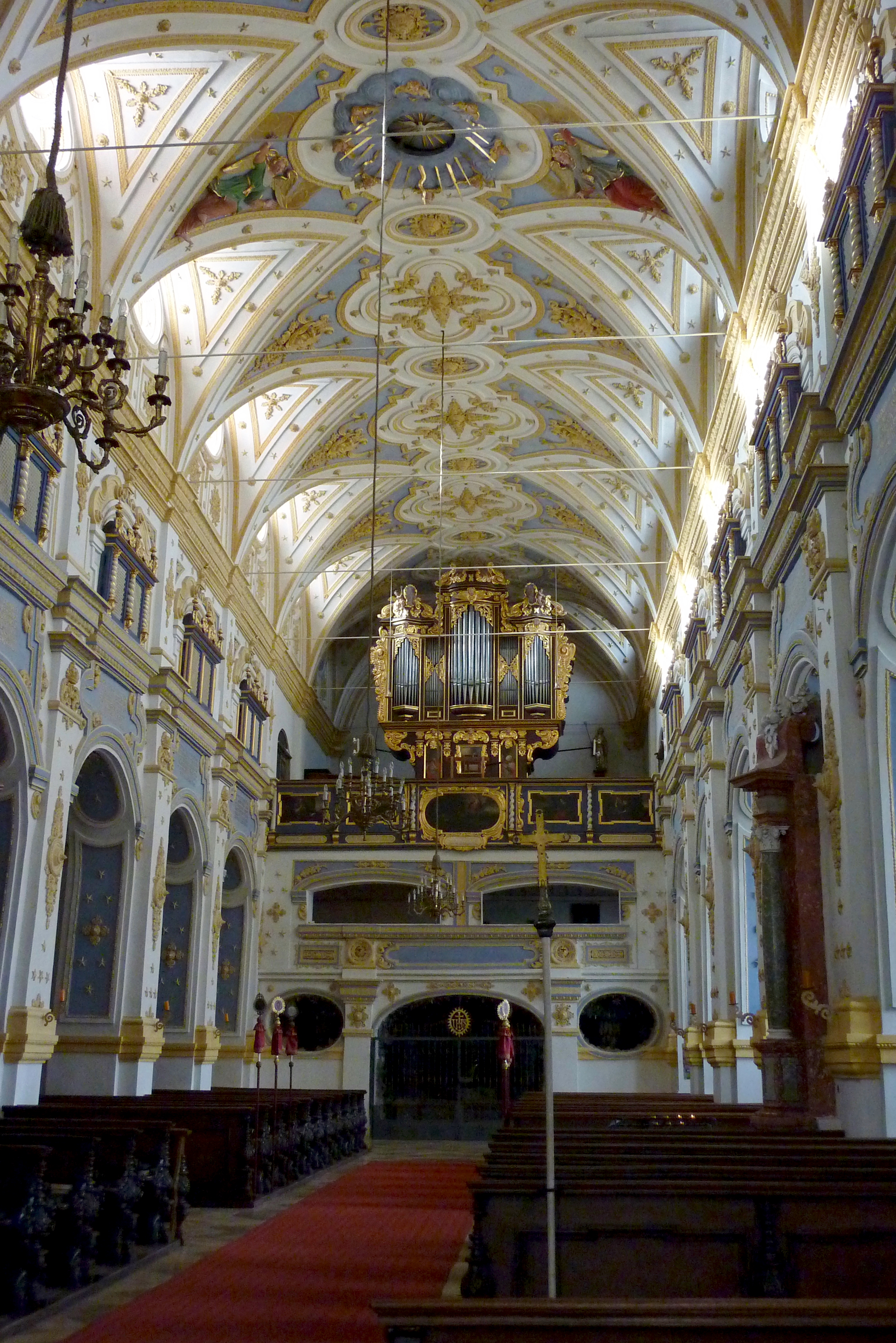
Innenraum mit Blick zur Empore

### Innenraum

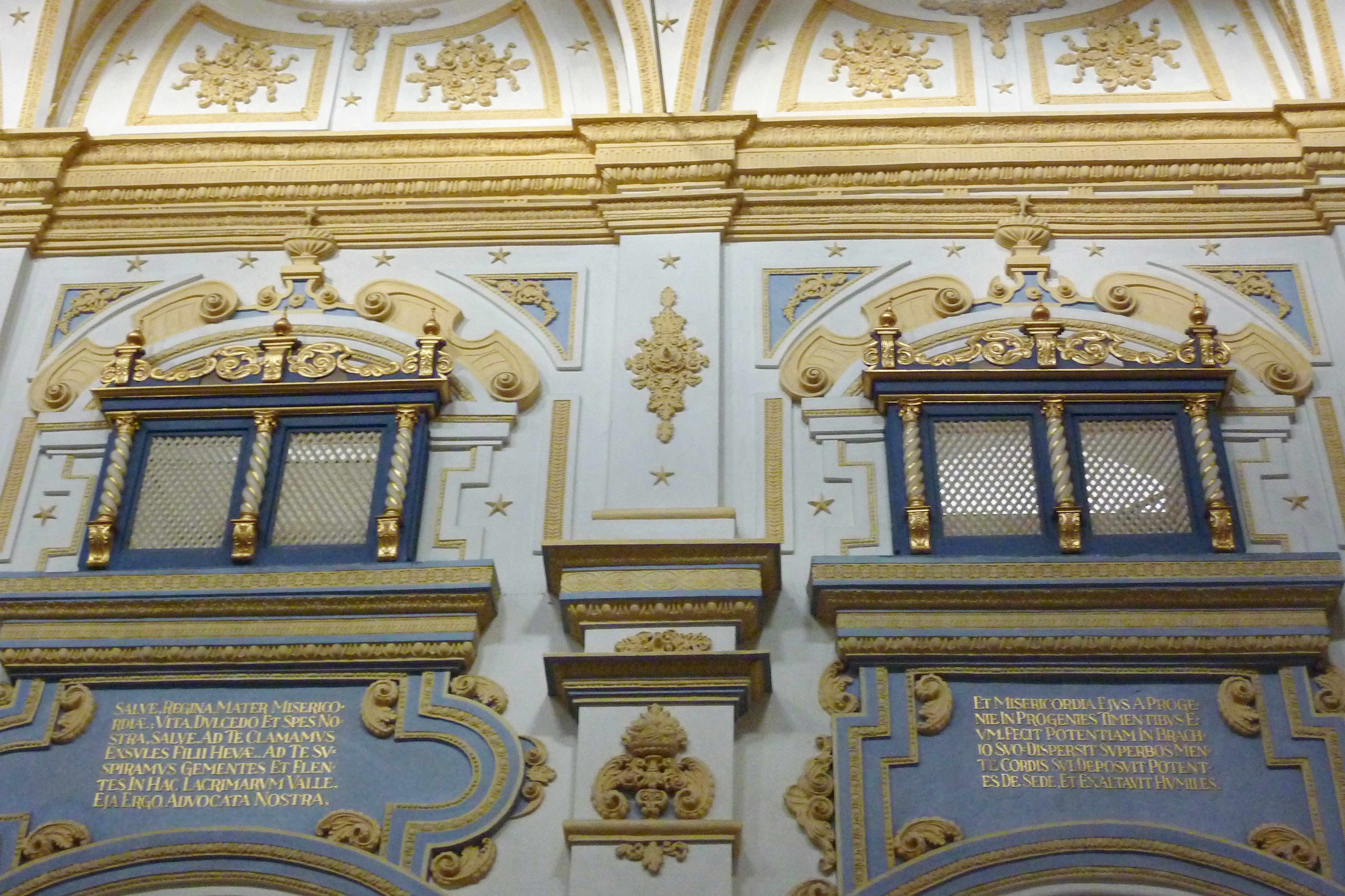
Obergeschoss des Seitenschiffs mit vergitterten Öffnungen

Das dreischiffige Langhaus ist in neun Joche gegliedert. Die beiden westlichen Joche nehmen die ehemalige Nonnenempore und die darüberliegende Orgelempore ein. Zu den zweigeschossigen, kreuzgratgewölbten Seitenschiffen öffnen sich Rundbogenarkaden, die auf kräftigen Pfeilern mit Pilastervorlagen aufliegen. Im oberen Geschoss der Seitenschiffe verläuft ein Gang, der zum Kirchenschiff nur durch vergitterte, mit gedrechselten Säulen verzierte Logen (corretti) geöffnet ist. Die darunter liegenden Wandfelder sind mit lateinischen Texten von Marienhymnen versehen. Ursprünglich waren sie mit Szenen aus dem Marienleben ausgefüllt. Das Mittelschiff wird von einem Tonnengewölbe mit tief einschneidenden Stichkappen gedeckt, die den Lichteinfall durch die Obergadenfenster ermöglichen. Ein verkröpftes Gesims markiert den Gewölbeansatz. Der um zwei Stufen erhöhte, zweijochige Chor ist dreiseitig geschlossen und ebenfalls mit einer Stichkappentonne gedeckt.

## Stuck
Der Stuckdekor stammt aus der Erbauungszeit der Kirche und wurde von Konstantin Pader geschaffen. Er war ursprünglich in weißgrau gehalten, die heutige Farbfassung gibt den Zustand aus der Zeit um 1680 wieder, als die Kirche eine neue Ausstattung erhielt. Die Wände sind mit geometrischen Feldern, Sternen und Blattranken verziert, die Decke ist zum Teil mit großen Stuckfiguren versehen. Über dem Chor thront Maria, inmitten einer Wolke, von einem Strahlenkranz und Engelsbüsten umgeben. Im mittleren Langhausjoch sind die Taube des Heiligen Geistes und Engel dargestellt.
Stuckkartuschen über dem Durchgang zu den Chorkapellen umrahmen auf der rechten Seite die Wappen der Stifter Berchthold von Graisbach und seiner Gemahlin Adelheid, auf der linken Seite die Wappen des Kurfürsten Ferdinand Maria von Bayern und seiner Gemahlin Henriette Adelheid von Savoyen, mit deren Unterstützung das Kloster nach dem Dreißigjährigen Krieg wieder aufgebaut wurde.

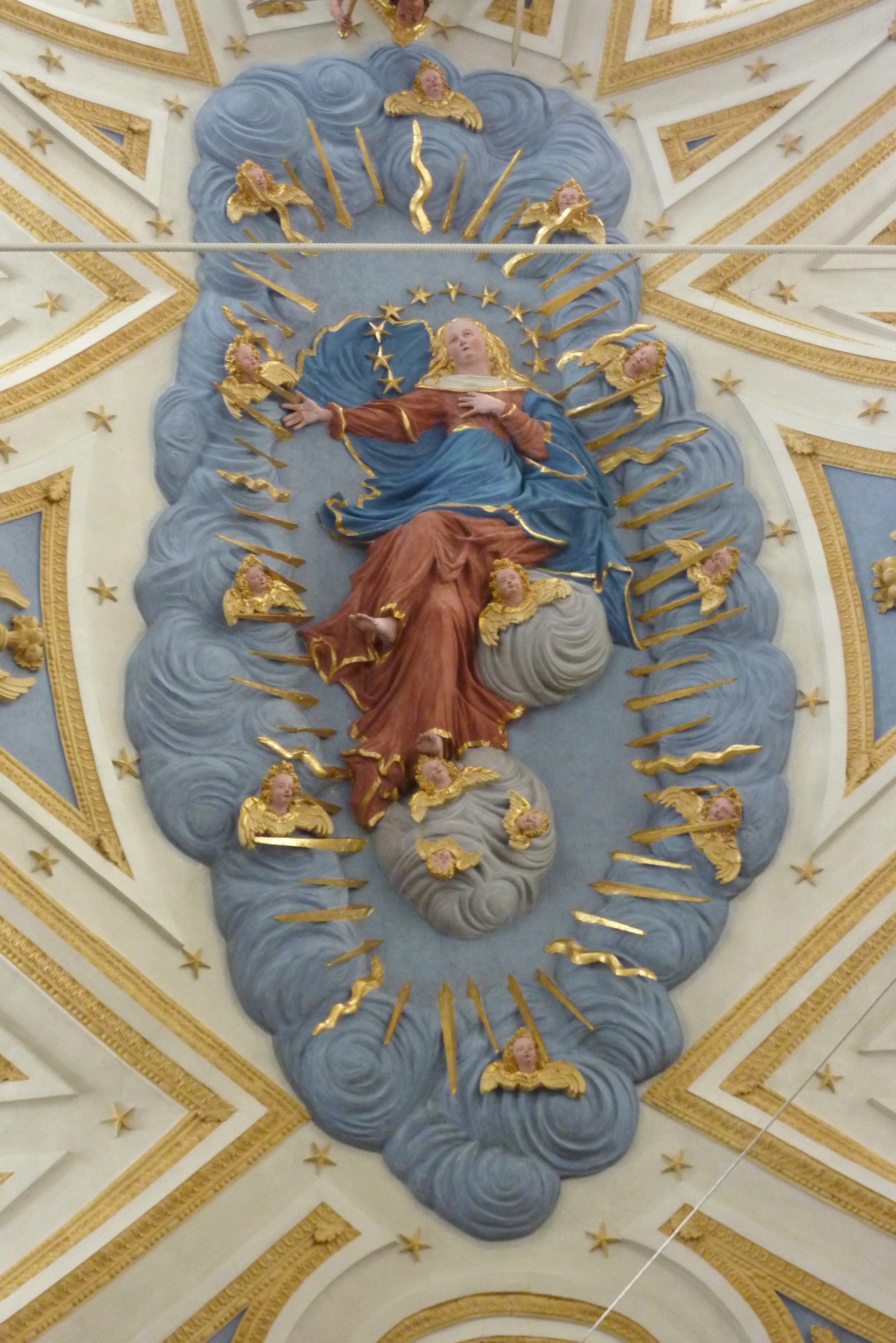
Maria im Strahlenkranz
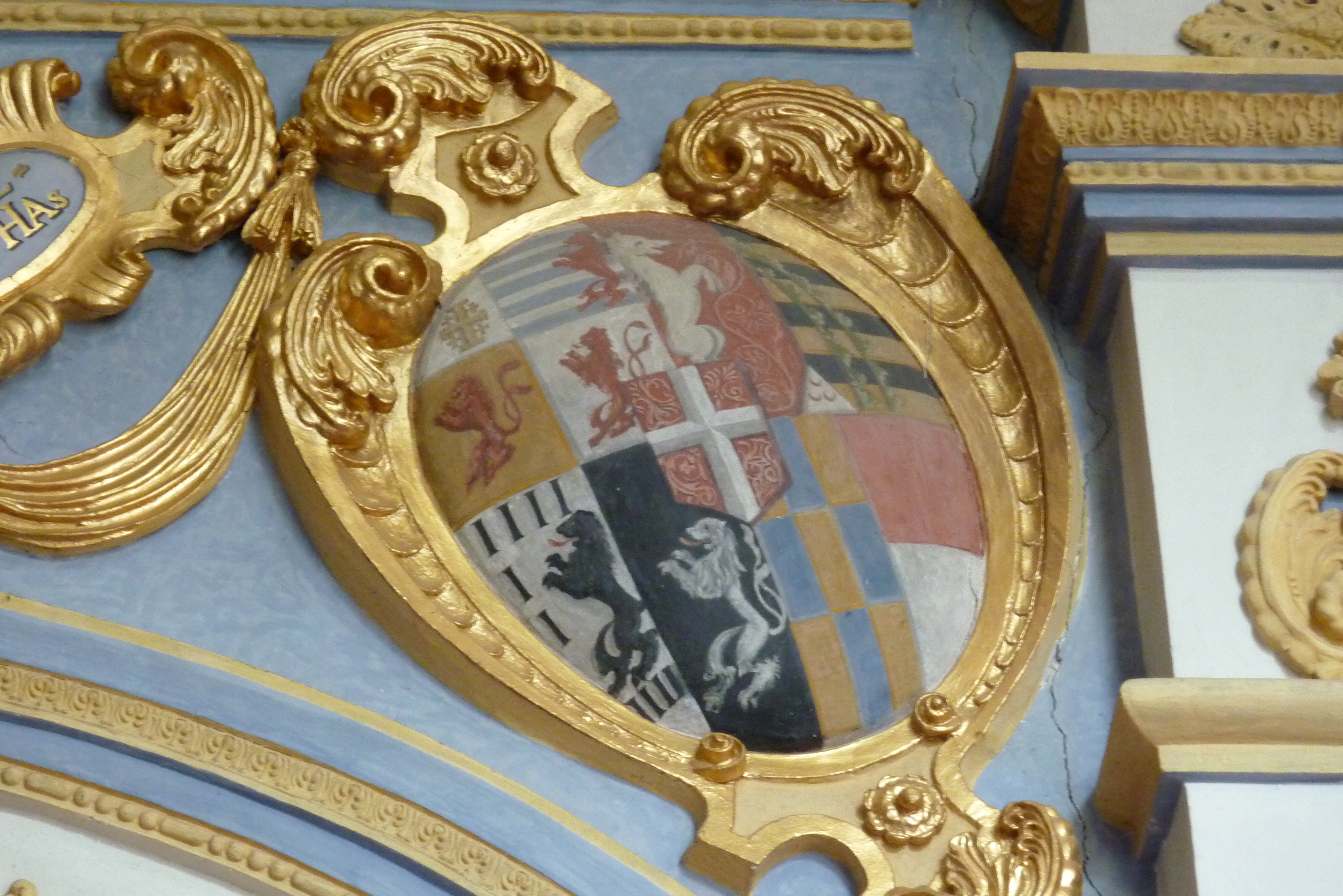
Stuckkartusche mit dem Wappen Henrietta Adelaides von Savoyen
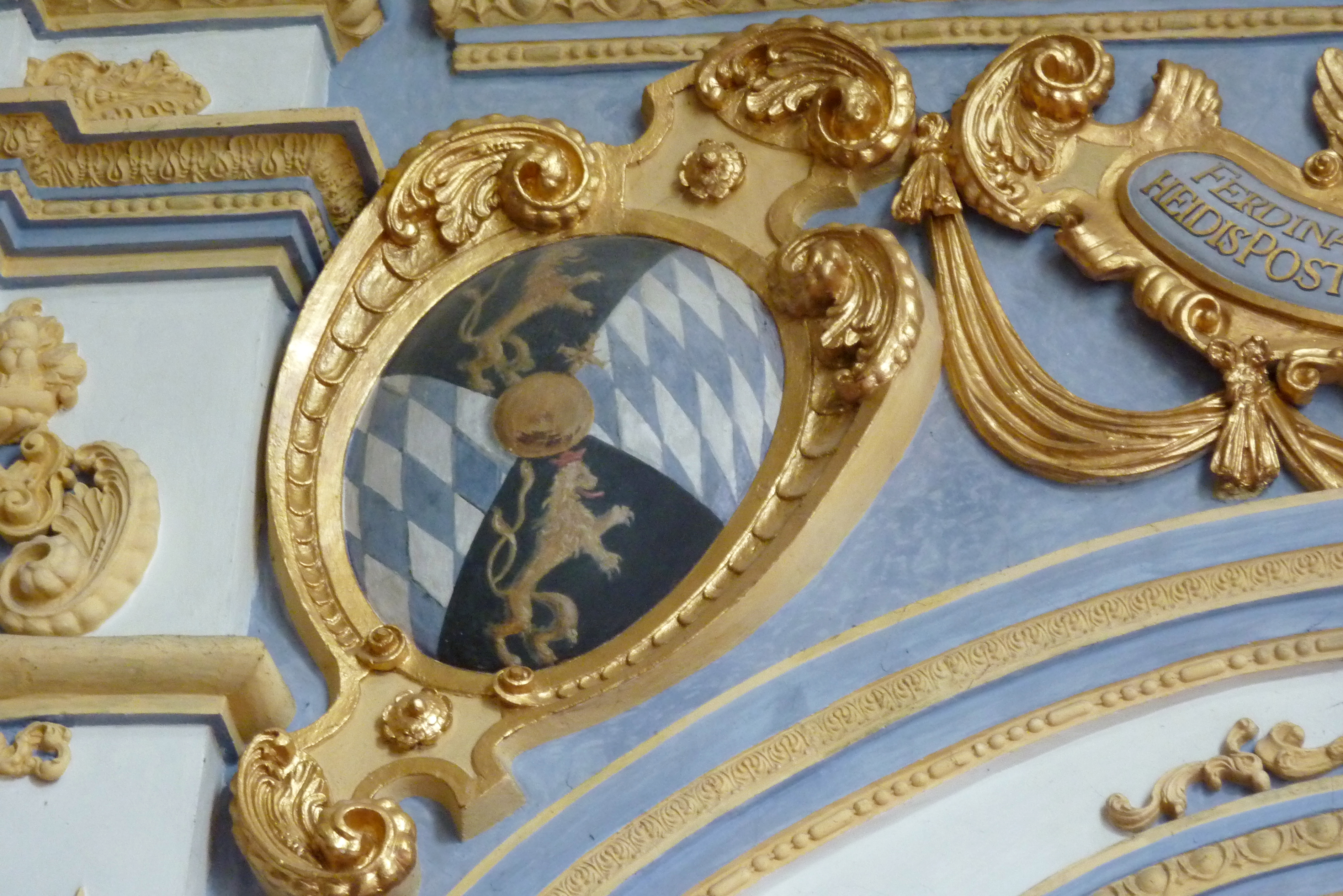
Stuckkartusche mit dem Wappen von Kurfürst Ferdinand Maria
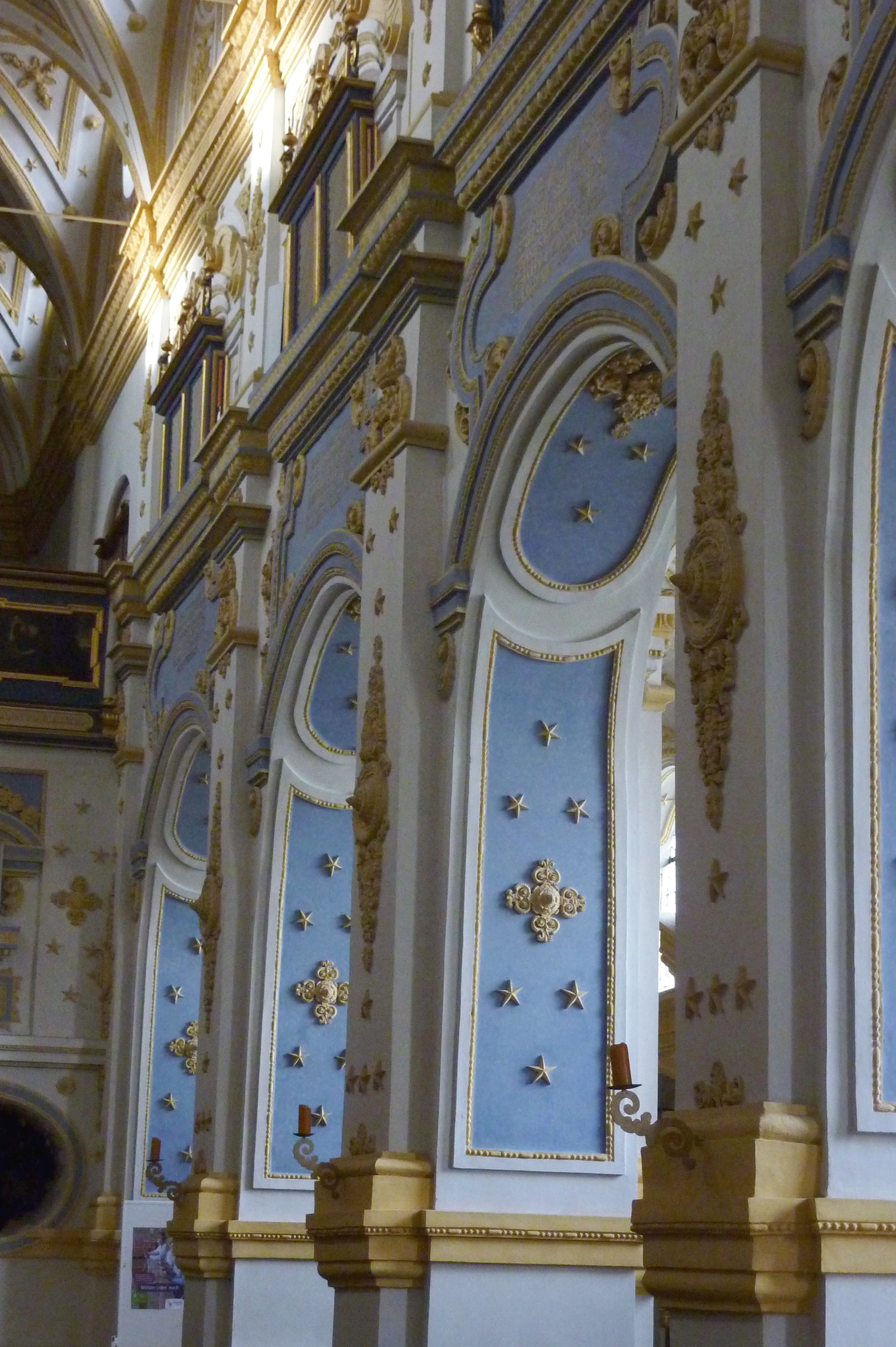
Pfeiler im Mittelschiff

## Ausstattung
- Der Hochaltar wurde wie die Altäre in den beiden Chorkapellen um 1680 in der Kirche aufgestellt. Das Altarbild des Hochaltars stellt die Anbetung der Heiligen Drei Könige dar. Im Altarauszug ist Gottvater dargestellt, seitlich stehen die Apostel Petrus und Paulus, ganz oben der Erzengel Michael. Die lebensgroßen Skulpturen des heiligen Leonhard (links) und des heiligen Johannes Nepomuk (rechts) sind Arbeiten des 18. Jahrhunderts. Im Glasschrein unter der Mensa werden die Gebeine der Märtyrerin Hilaria, die im 18. Jahrhundert aus Rom überführt wurden, aufbewahrt.

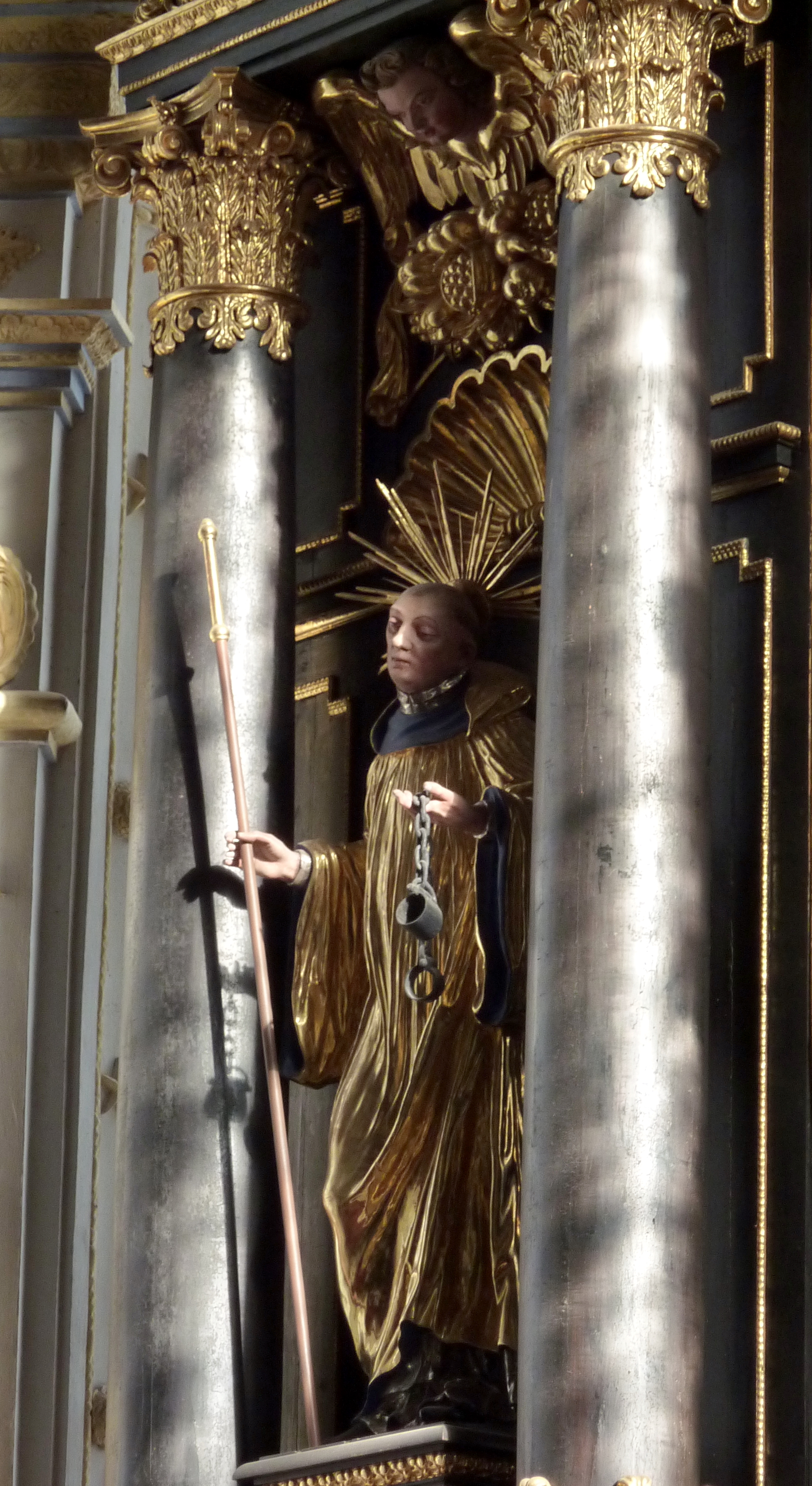
Heiliger Leonhard am Hochaltar
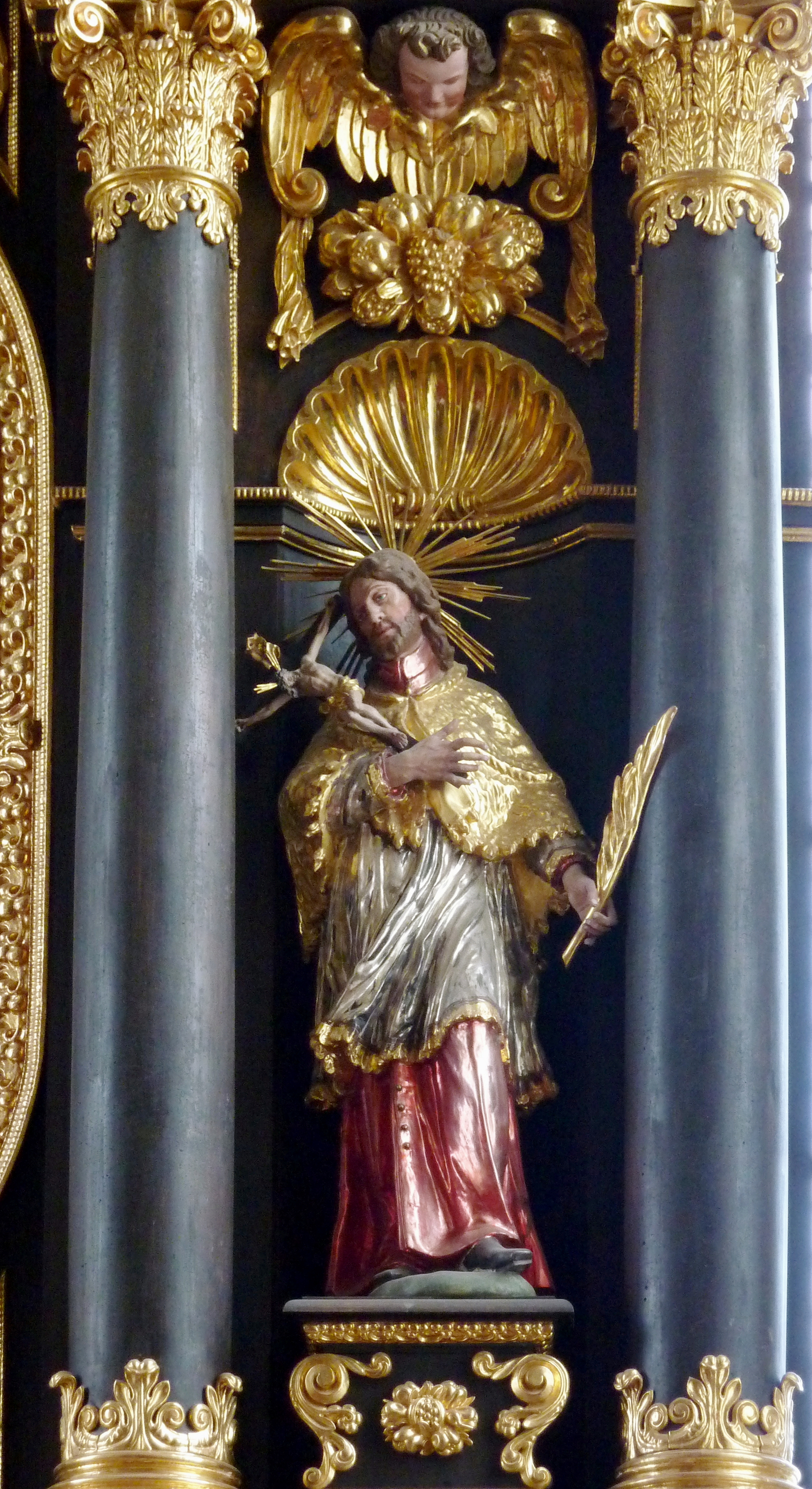
Heiliger Nepomuk am Hochaltar
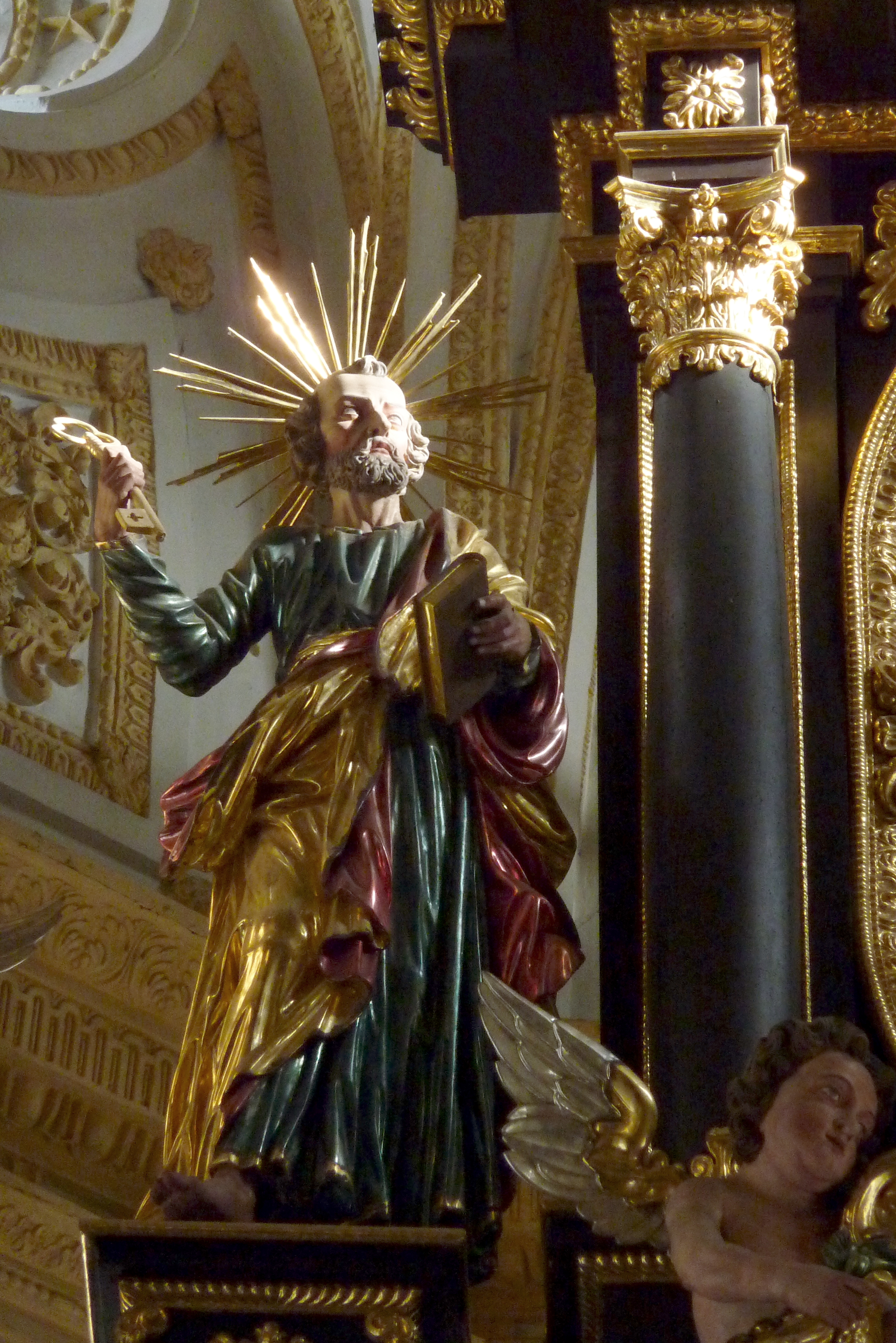
Apostel Petrus am Hochaltar
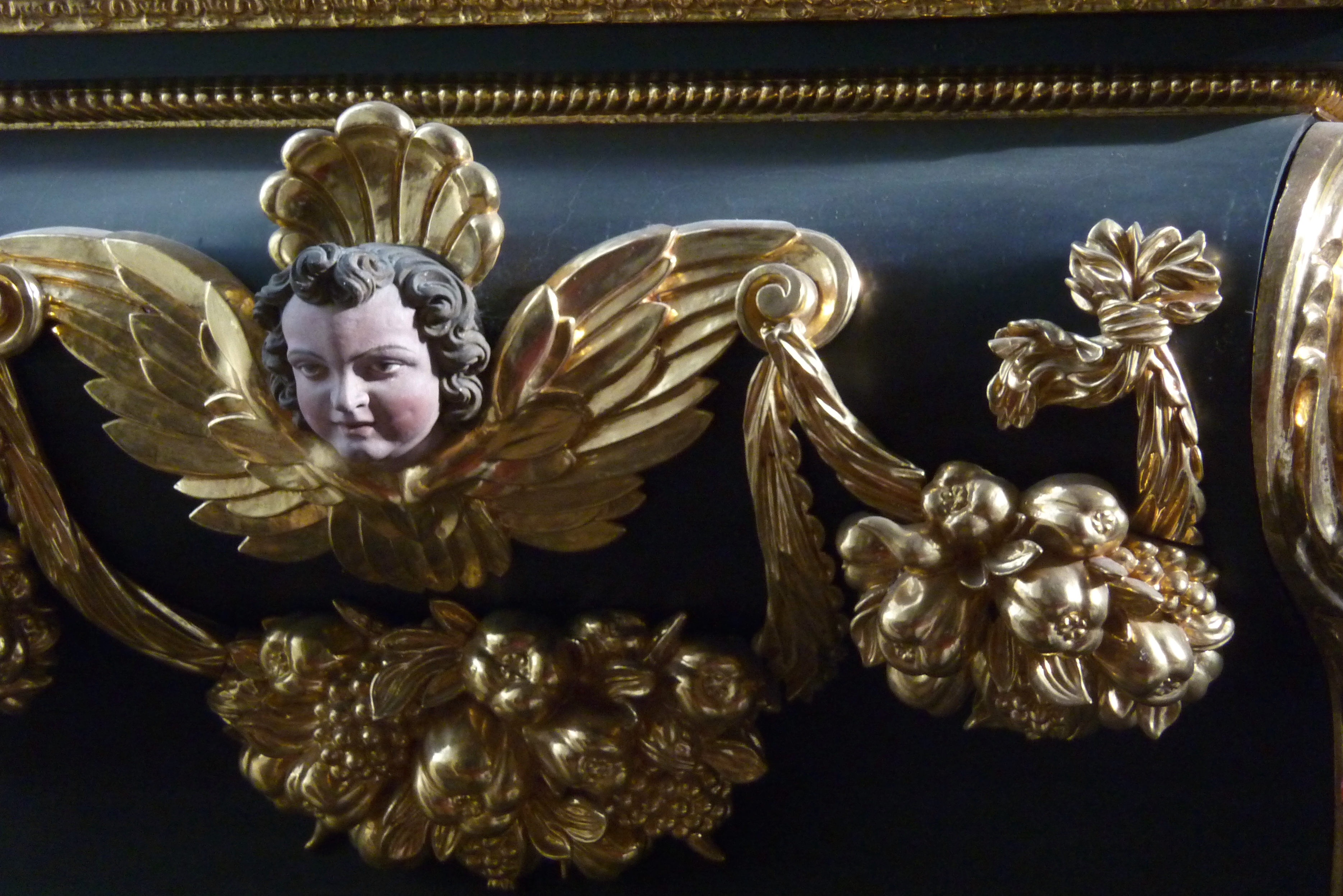
Engelskopf am Hochaltar

- Aus der Zeit um 1705/07 stammen die beiden Stuckmarmoraltäre im Langhaus, die Dominikus Zimmermann zugeschrieben werden. Die Antependien beider Altäre sind in Scagliola-Technik gearbeitet, das Antependium des Kreuzaltars wurde 1961 erneuert.

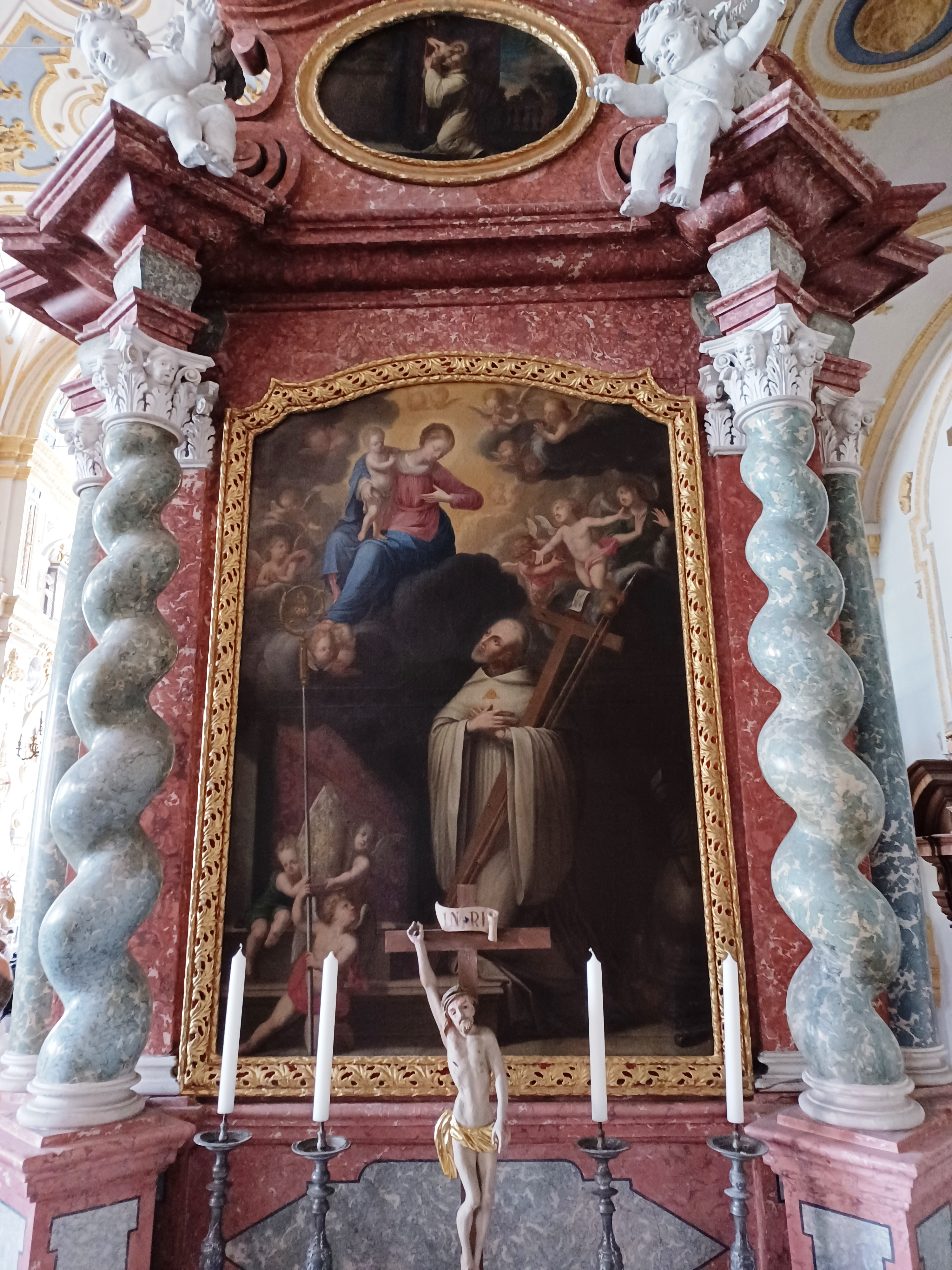
Petrus Nolascus mit rotem Ordenskreuz auf der Brust und stillender Madonna (Vision)

Der rechte Altar ist dem hl. Petrus Nolascus gewidmet und stellt im Hauptbild dessen Marienvision dar. Im Scagliola-Antependium wird der Heilige von Vasen und einem Blumenmedaillon umgeben dargestellt.

Kreuzaltar

Im linken Altar, dem sogenannten Kreuzaltar, wird das Reliquiar des Gnadenkreuzes aufbewahrt, das an die Legende vom wundertätigen Kreuz von Niederschönenfeld erinnert. Im Jahr 1646, während des Dreißigjährigen Krieges, mussten die Schwestern vor den anrückenden Schweden und Franzosen fliehen. Eine Schwester versteckte ihr Zellenkreuz in der Klosterküche und zündete davor ein Öllicht in einer Eierschale an. Als die Schwestern nach Abzug der feindlichen Truppen zwei Jahre später wieder zurückkehrten, fanden sie das noch immer brennende Licht und das Kreuz unversehrt vor. Daraufhin entwickelte sich eine Wallfahrt zu diesem Kreuz, dem man eine wundertätige Wirkung nachsagte. In den Jahren 1659 bis 1662 errichtete Constantin Pader über der ehemaligen Klosterküche, dem Ort des Wunders, die Wallfahrtskirche Heilig Kreuz, die gemeinsam mit der Klosterkirche im Jahr 1662 geweiht wurde. Diese Kirche, im Westtrakt der ehemaligen Klostergebäude, in denen seit dem 19. Jahrhundert eine Justizvollzugsanstalt eingerichtet ist, dient heute als Anstaltskirche. Mit dem Umbau des Klosters in eine Strafanstalt wurde aus den Wallfahrten das jährlich am 2. Sonntag im September stattfindende Kreuzfest. Das 1961 erneuerte Scagliola-Antependium des Kreuzaltars zeigt die Schwester, auf die die Legende zurückgeht, mit einem Öllicht und dem Kreuz.
- An der Wand neben dem Kreuzaltar sind Votivtafeln angebracht.

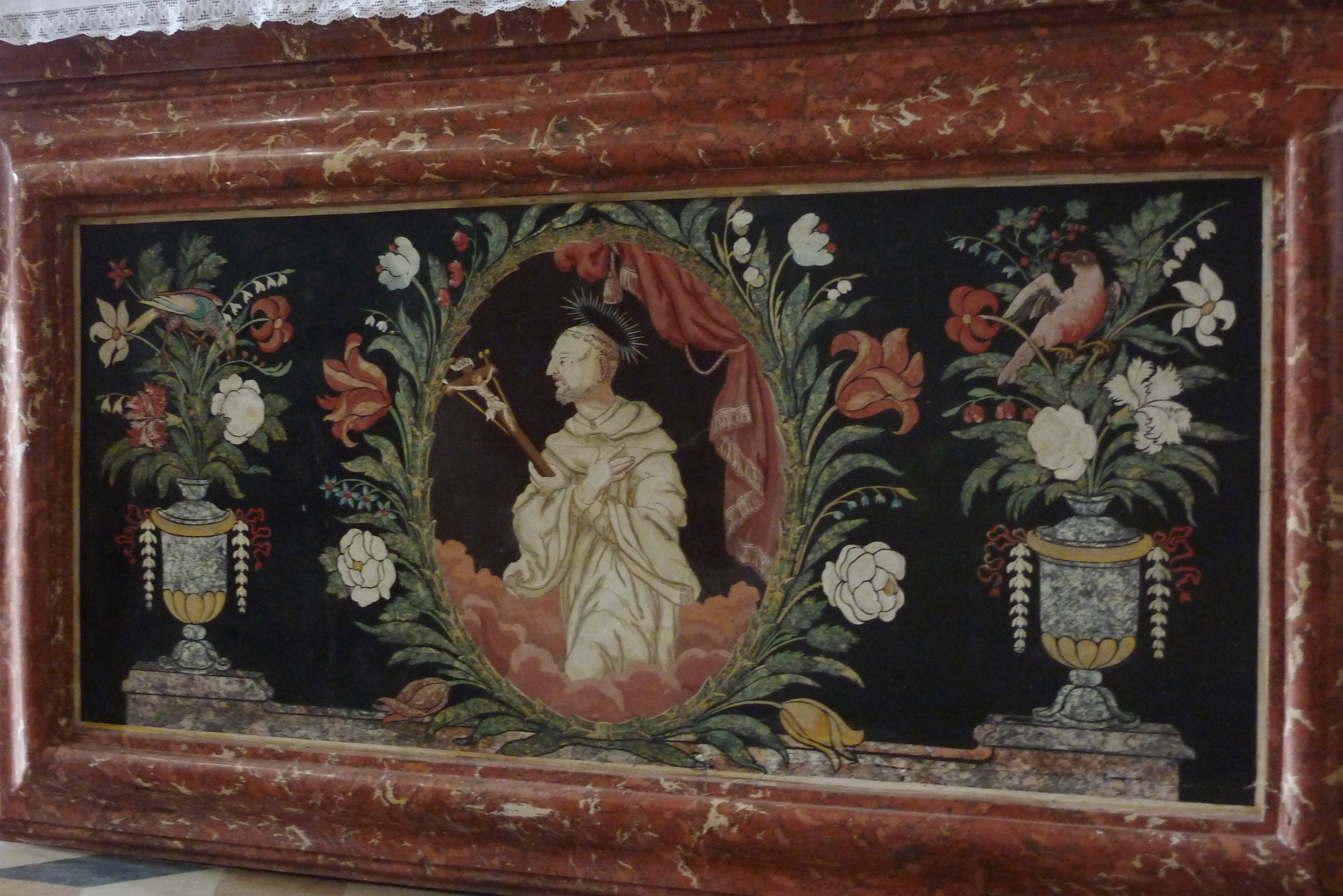
Scagliola-Antependium am Bernhardsaltar, Bernhard von Clairvaux
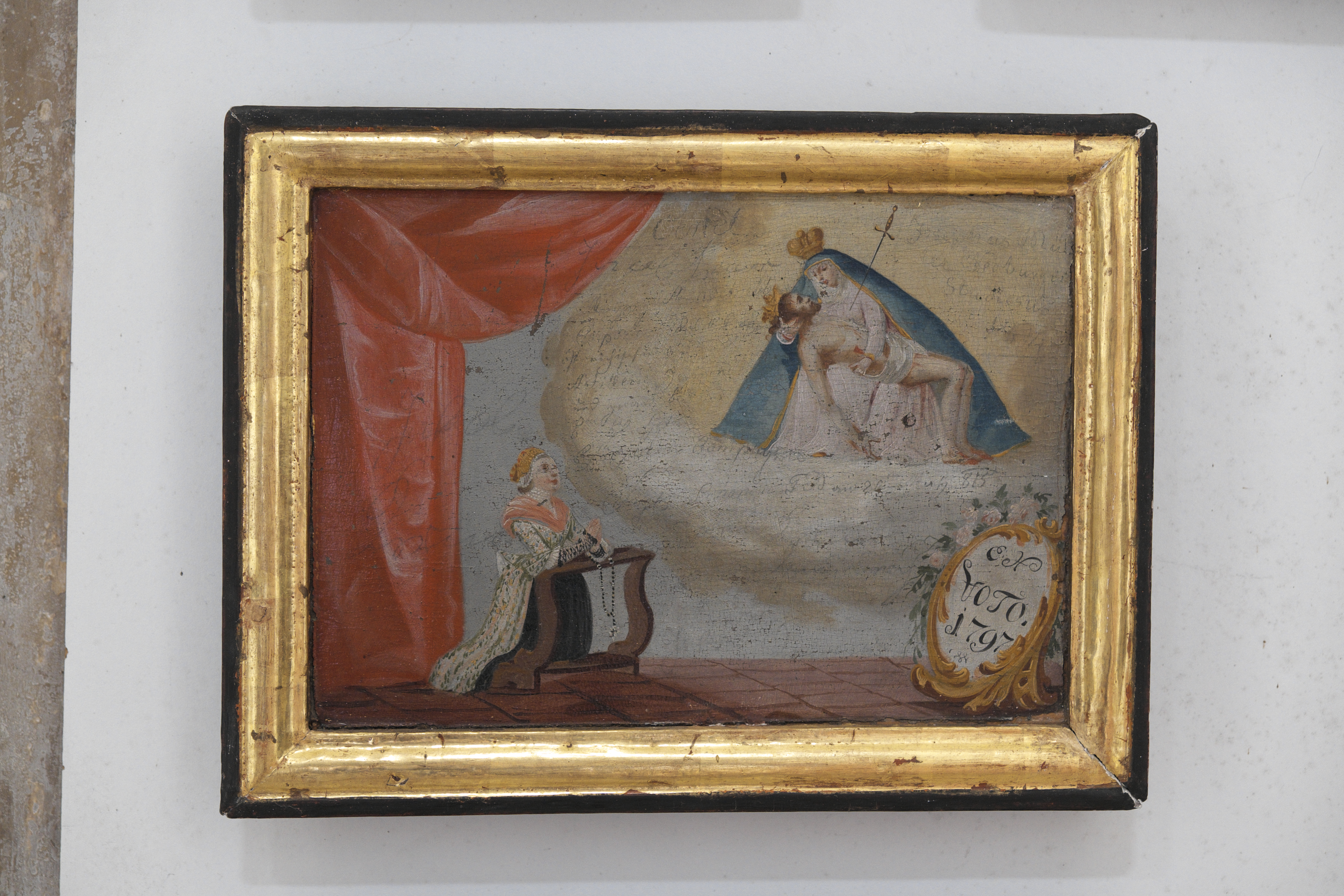
Votivtafel
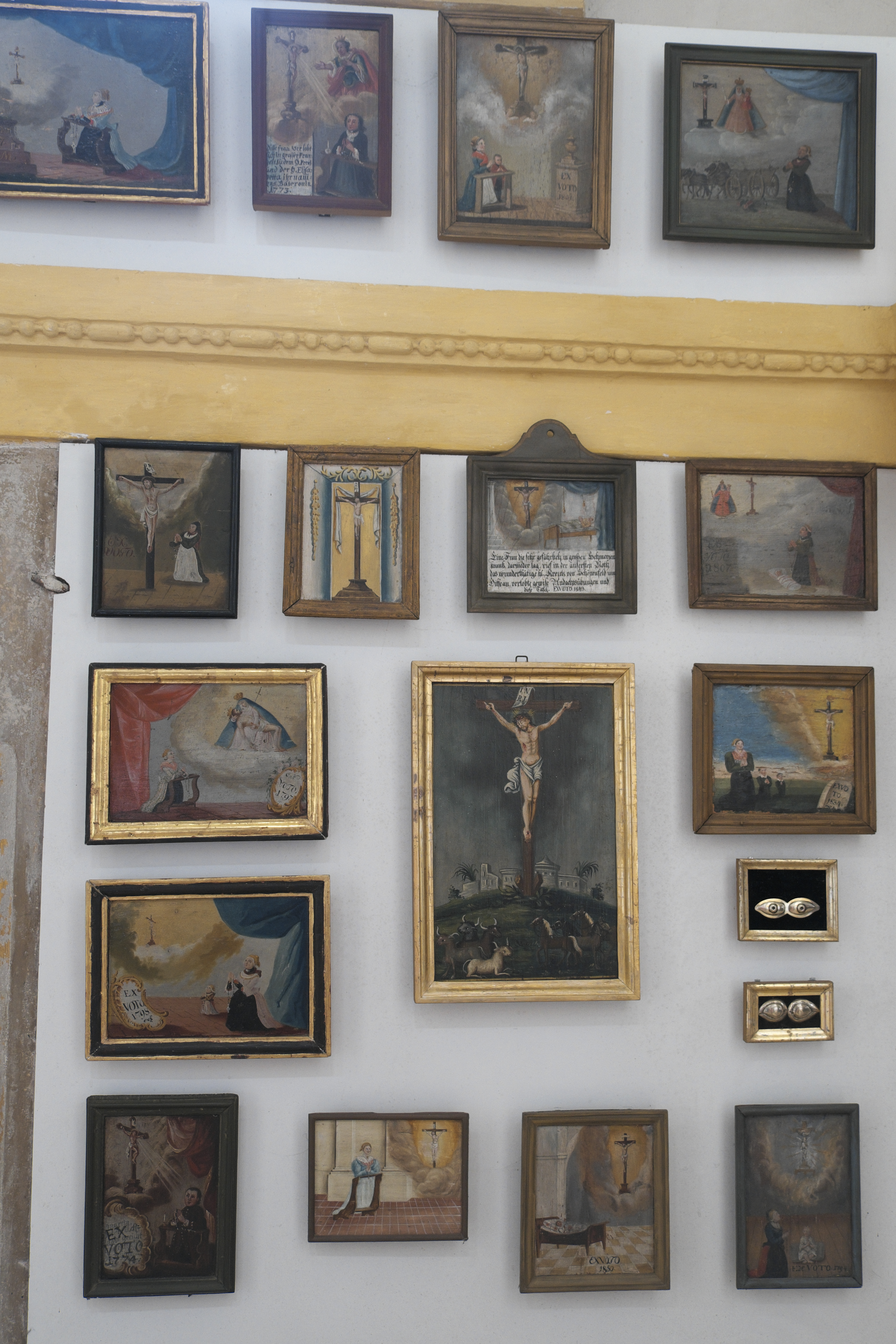
Votivtafeln

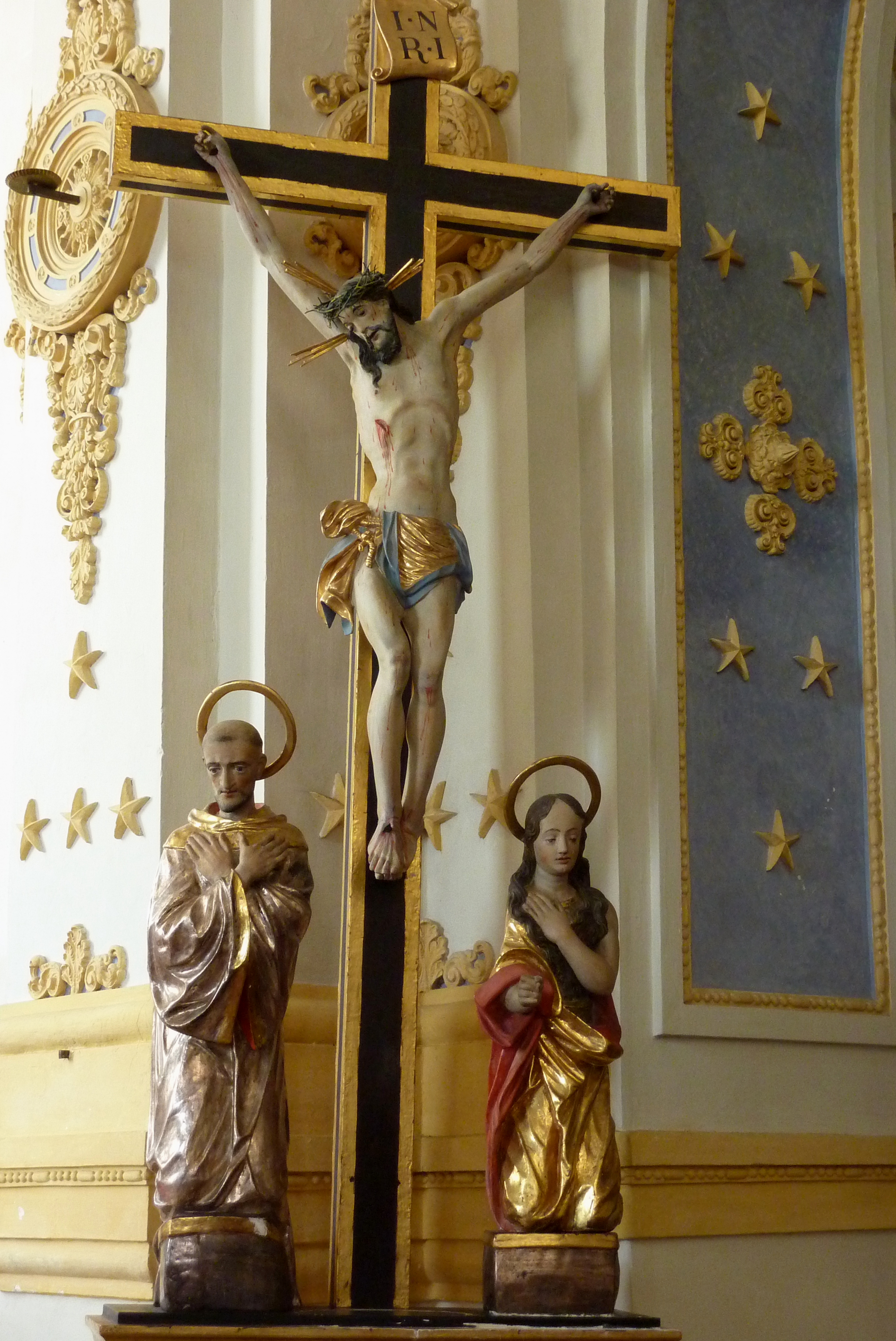
Kreuzigungsgruppe mit dem heiligen Bernhard von Clairvaux und Maria Magdalena

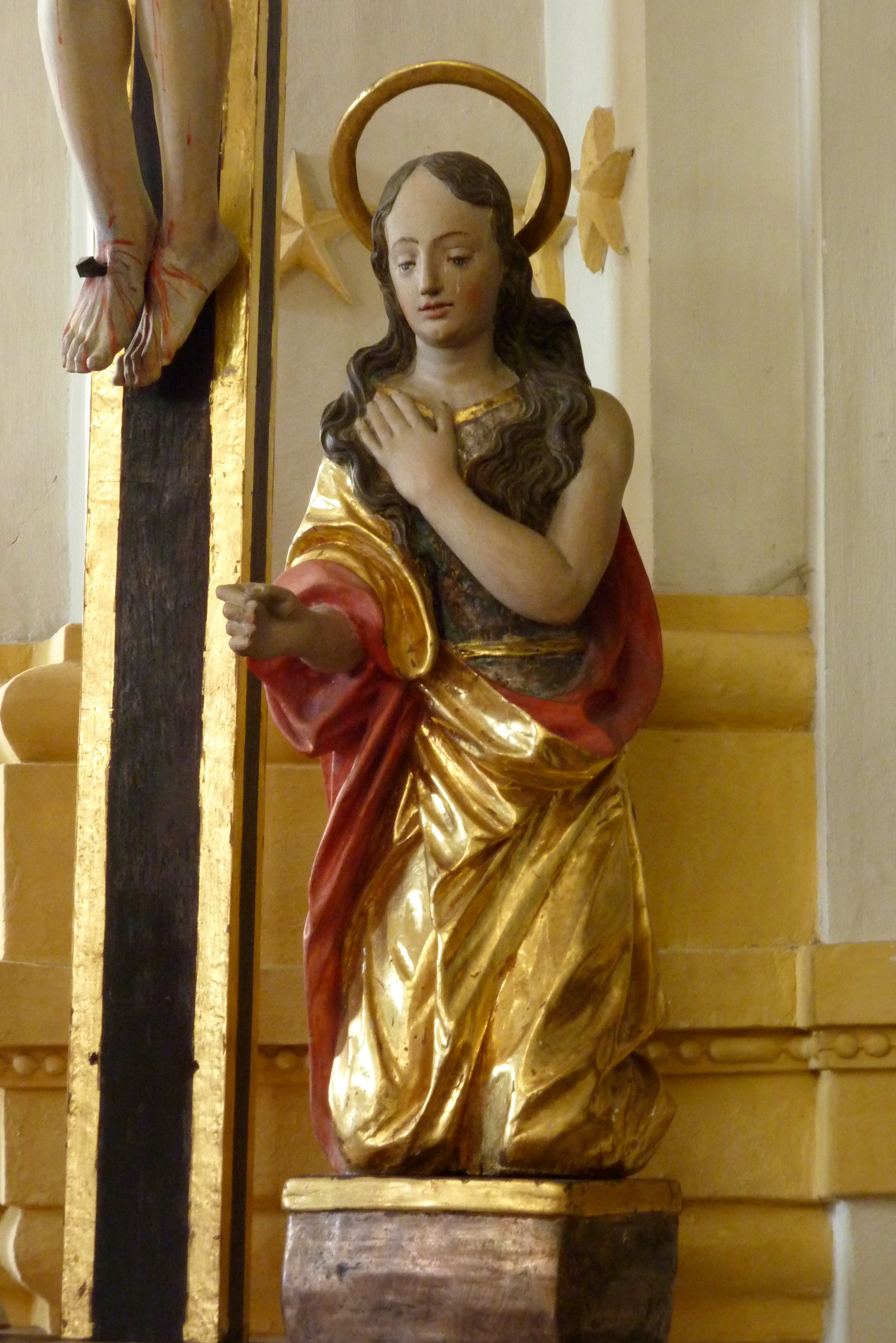
Maria Magdalena

- Am linken Chorbogen steht eine spätgotische Madonna aus der Zeit um 1580. Zu ihren Füßen knien der heilige Dominikus und die heilige Katharina von Siena, beide aus der ersten Hälfte des 18. Jahrhunderts.
- Die Figur des heiligen Bernhard von Clairvaux der Kreuzigungsgruppe am rechten Chorbogen wird ins 15. Jahrhundert datiert, die Figur der Maria Magdalena stammt aus der ersten Hälfte des 18. Jahrhunderts.
- Das Chorgestühl, mit Stilelementen der Gotik und der Renaissance, ist eine Arbeit aus dem frühen 17. Jahrhundert. Ehemals war es im Kapitelsaal untergebracht.
- In den Chorkapellen erinnern die Skulpturen der heiligen Afra aus der zweiten Hälfte des 17. Jahrhunderts und des heiligen Ulrich, um 1620, an die beiden Patrone des Bistums Augsburg.
- Die Kanzel wurde um 1680 geschaffen. Sie ist mit gedrehten Säulen und Bildern verziert, auf denen die vier Evangelisten und der heilige Bernhard dargestellt sind. Auf dem Schalldeckel thront eine Skulptur des Salvator Mundi.
- Sechs Beichtstühle stammen noch aus der Ausstattung von 1680. Sie besitzen gedrehte Pilaster und figürliche Aufsätze mit Büsten von Heiligen, die teilweise erneuert wurden.
- Die Prozessions- und Bruderschaftsstangen stammen aus dem späten 17. Jahrhundert.

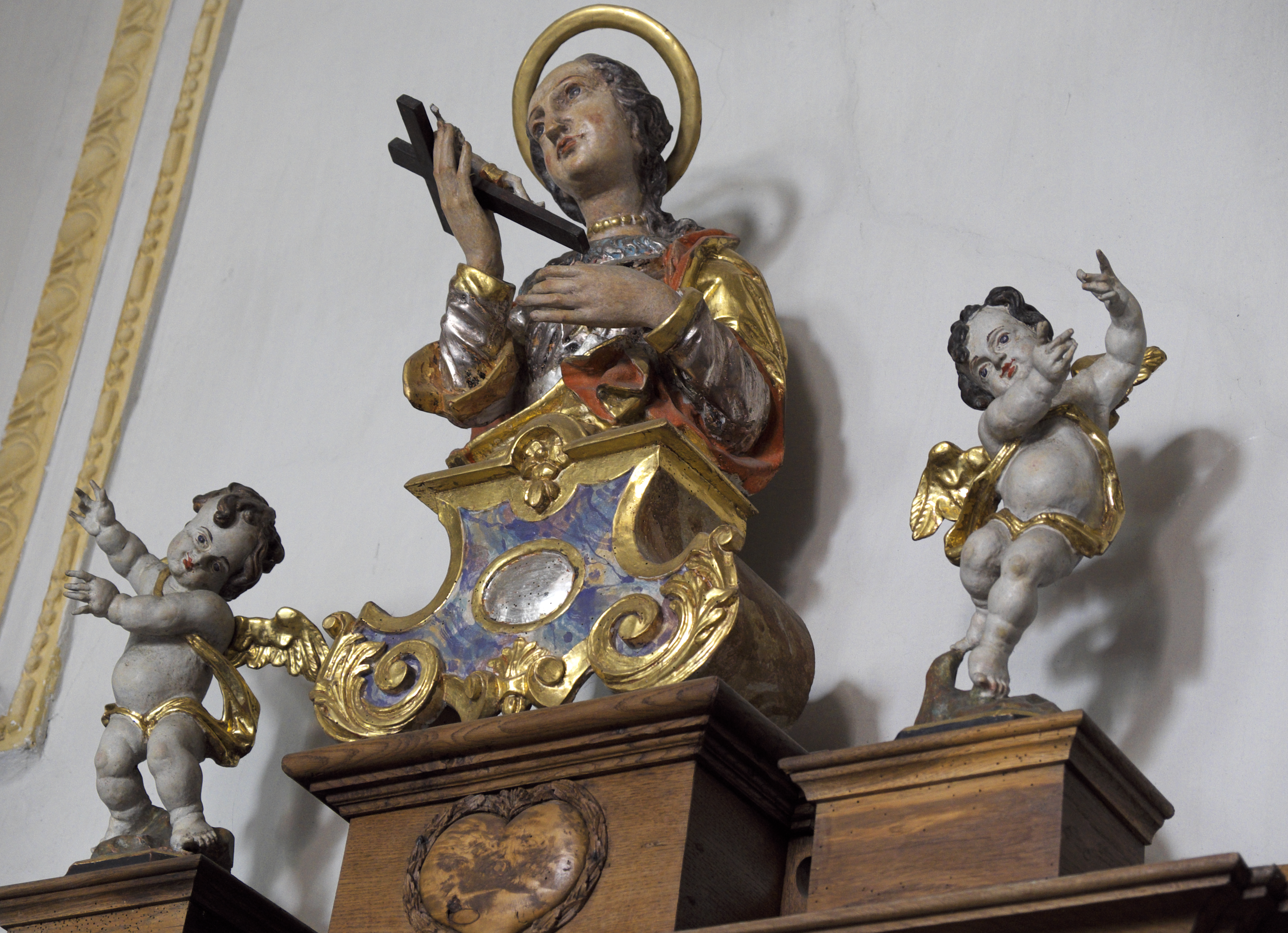
Aufsatz eines Beichtstuhls
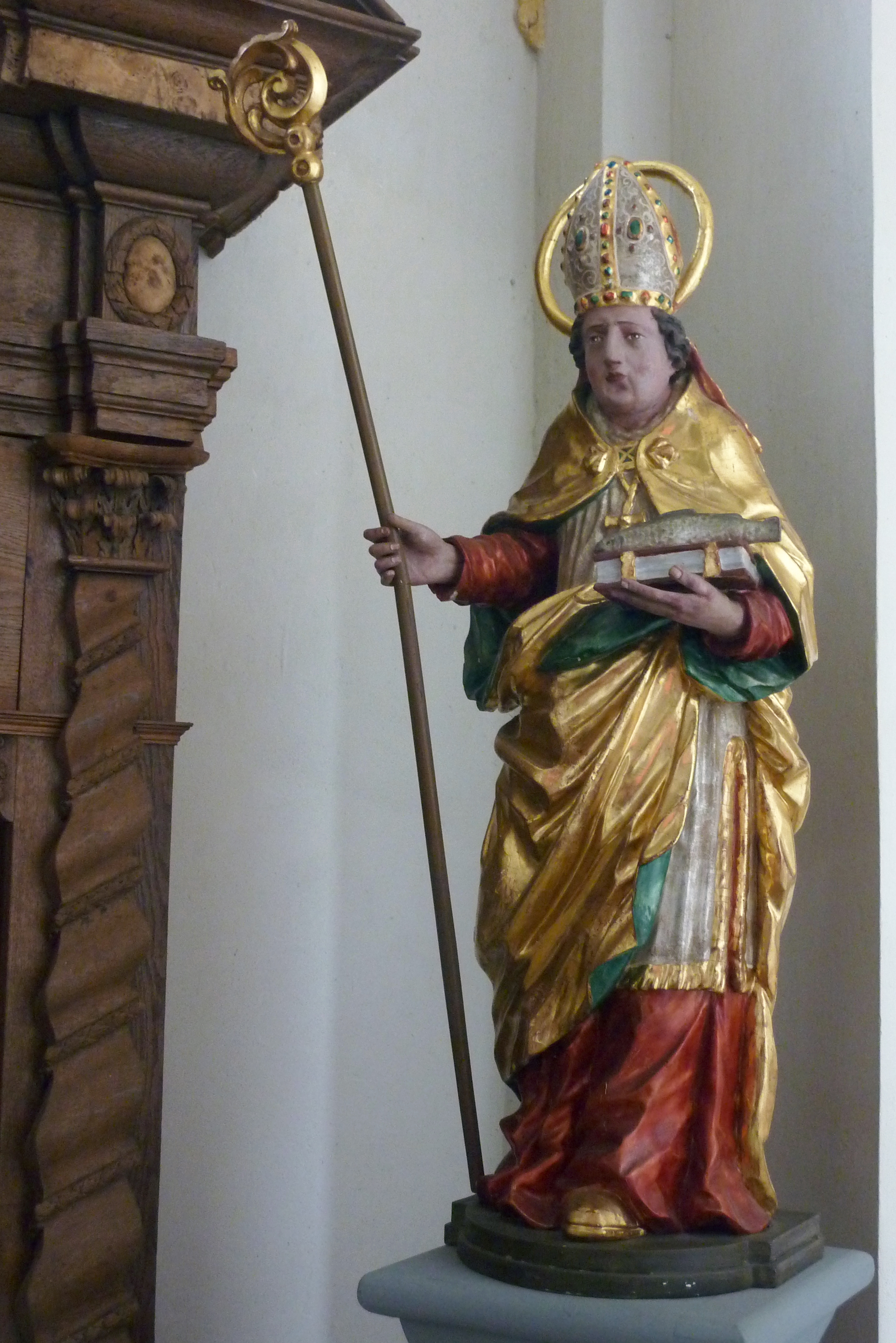
Bischof Ulrich von Augsburg
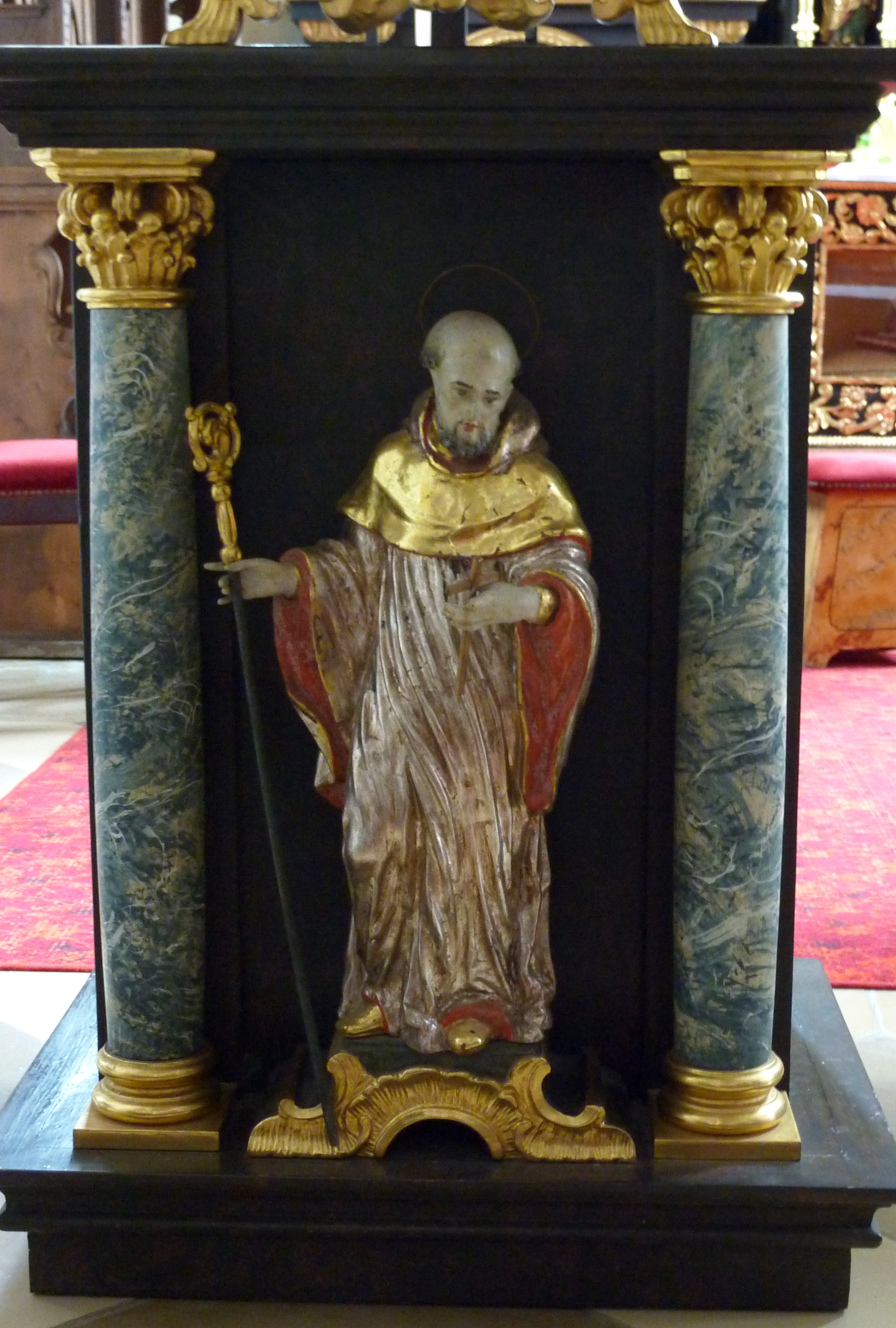
Ambo mit der Figur des heiligen Bernhard von Clairvaux
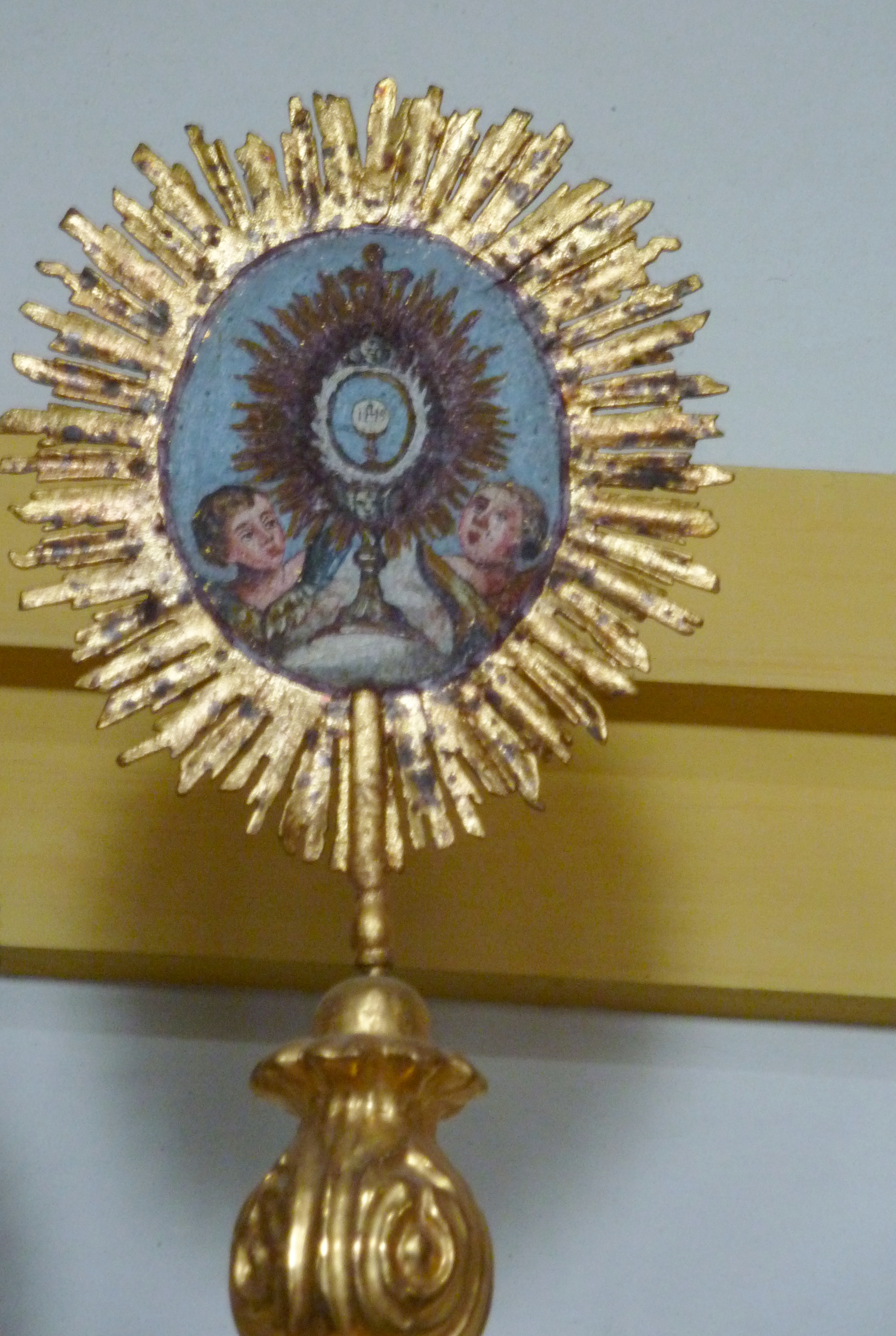
Bruderschaftsstange
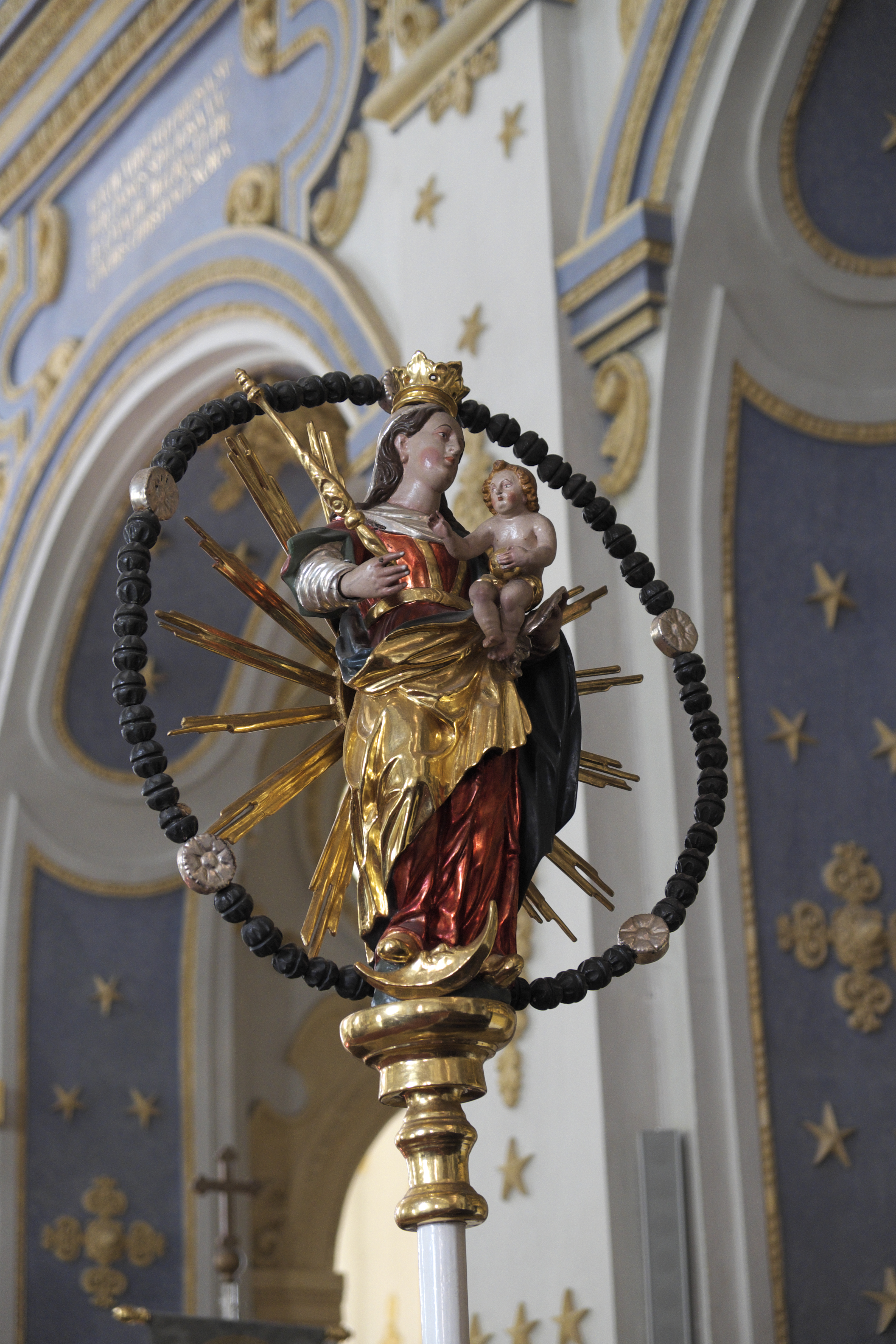
Prozessionsstange

## Orgel

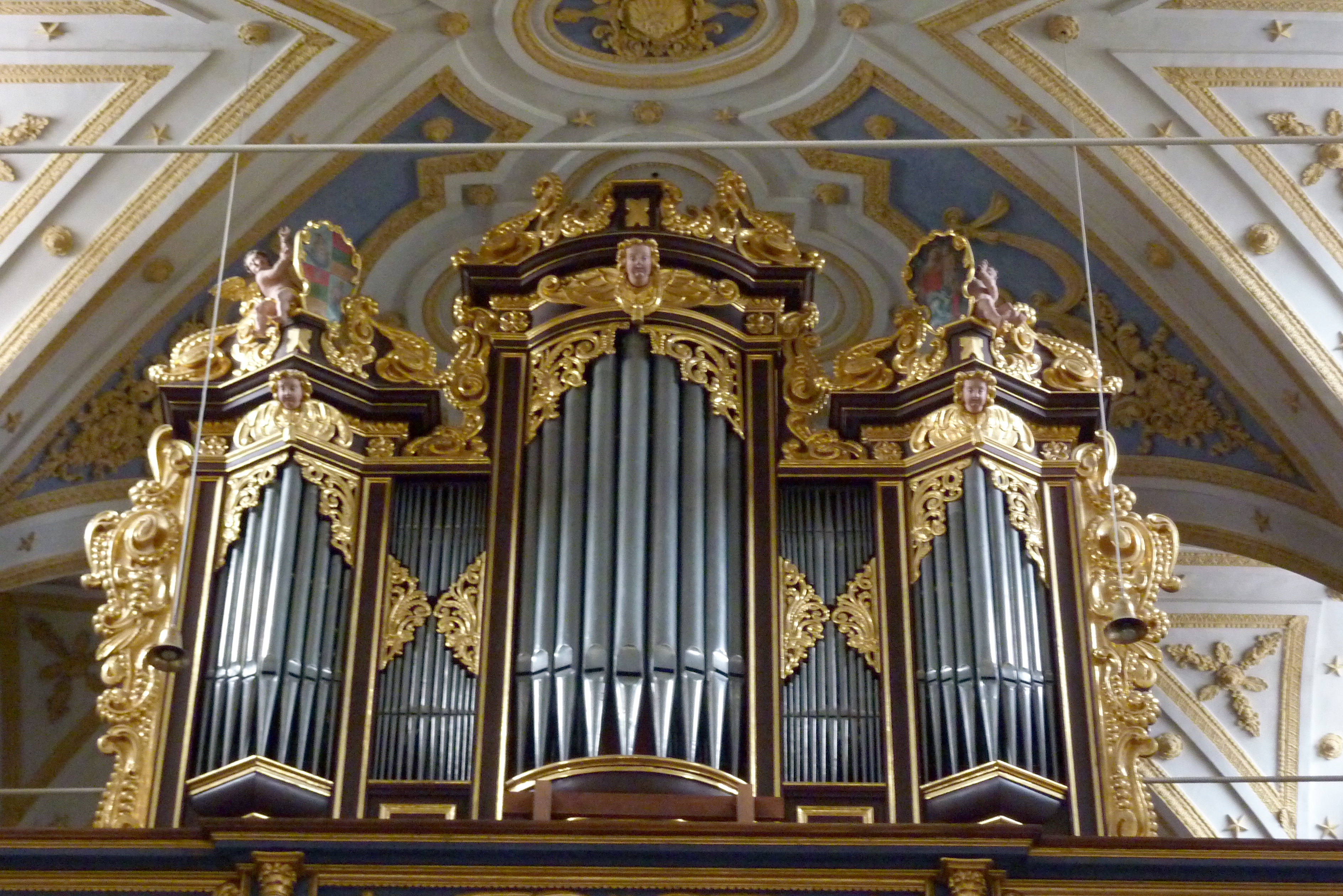
Orgel von Paul Prescher

Die Orgel aus der Werkstatt von Paul Prescher (1628–1695) ist mit der Jahrzahl 1683 bezeichnet und gilt als eines der „frühen bayerischen Klangdenkmäler“. Sie besitzt einen fünfteiligen Prospekt und ist am Untergehäuse mit Ölgemälden verziert. Die Szenen stellen Jubal mit der Flöte, Cäcilia an der Orgel und König David mit der Harfe dar.
Das Instrument wurde im Laufe der Jahre mehrfach umgearbeitet. 1728 wurde es repariert. 1862/63 erfolgten eine erneute Reparatur, die Ergänzung durch ein Pedalregister, der Einbau eines älteren Salicional 8′ und der Bau einer neuen Kastenbalganlage. Diese Arbeiten wurden vom Orgelbauer Christian Kunz (1814–1887) aus Rain ausgeführt. 1897 nahm Joseph Bittner aus Eichstätt eine Bestandsbeschreibung vor. Ein Gutachten vom 15. November 1915 wurde durch Adalbert Schönemann aus Augsburg erstellt. Die Planung einer neuen Orgel durch die Orgelmanufaktur der Gebrüder Link aus Giengen an der Brenz wurde nicht ausgeführt. Vermutlich nach 1925 erhielt die Orgel wiederum eine neue Balganlage, ausgeführt von der Orgelwerkstatt Kofler aus Buchloe.
1960 wurde die Orgel von der Firma Gebrüder Sandtner aus Steinheim an der Donau teilrestauriert und in diesem Zuge in der Disposition erweitert. Ein neues Gebläse erhielt die Orgel 1993. Eine Bestandsuntersuchung nahm 2014 Alois Linder aus Nussdorf am Inn vor. Von 2017 bis 2019 erfolgte eine grundlegende Restaurierung durch die Orgelbaufirma Johannes Klais aus Bonn. Am 27. Oktober 2019 weihte der Augsburger Weihbischof Florian Wörner die restaurierte Orgel.
Das Instrument hat heute 13 Register auf zwei Manualwerken und Pedal. Als Besonderheit sind wieder zwei Spielanlagen in Gehäusefront und -rückwand vorhanden, die das Werk tonhöhenversetzt anspielen. Aus demselben Grund sind die Töne Ais/B und Dis/Es auch in allen Oktavlagen doppelt besetzt.
Der Stimmton an der vorderen Spieltafel liegt auf a' ≈ 444,7 Hz bei 15 °C., an der „Nonnenseite“ im höheren Cornettton, als Temperatur wurde bei der letzten Restaurierung wieder die historisch verbürgte Mitteltönige Stimmung gelegt.
| I Hauptwerk CDE–d3       |    |
| Principal (im Prospekt)0 | 8′ |
| Salicional               | 8′ |
| Octav                    | 4′ |
| Rohrfloet                | 4′ |
| Quint                    | 3′ |
| SuperOctav               | 2′ |
| Sesquialter III (ab f)   | 3′ |
| Mixtur IV                | 1′ |

| II Nebenwerk CDE–d3 |    |
| Coppel              | 8′ |
| Viola               | 8′ |

| Pedal CDE–c1 |     |
| Subbass      | 16′ |
| Octavbass    | 08′ |
| Posaune      | 08′ |

- Koppel: I/P

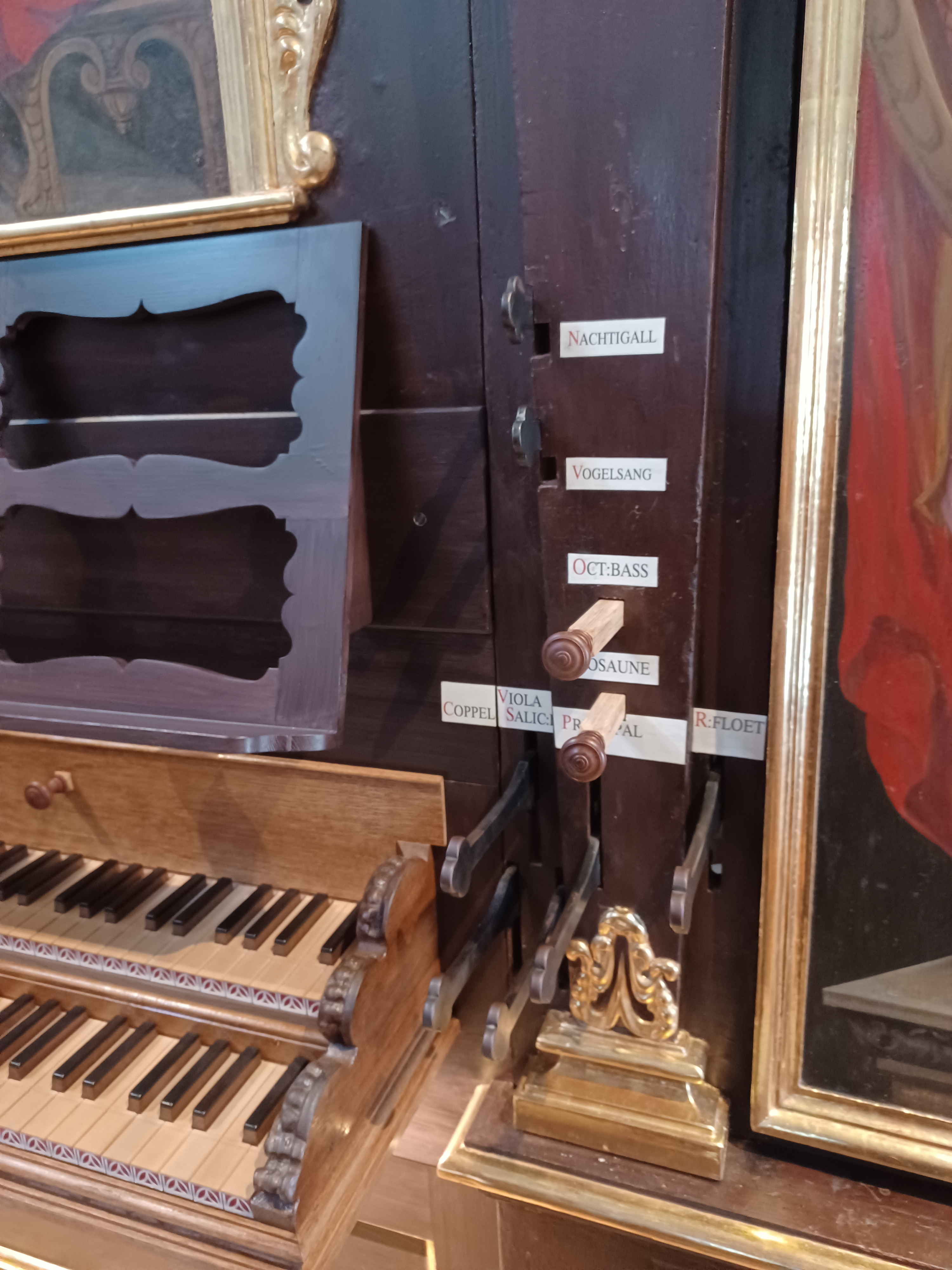
Manubrien der vorderen Spieltafel

- Nebenregister:  2 Cimbelsterne, Nachtigall, Vogelsang